# Club Baloncesto San Pablo Burgos
El Club Baloncesto San Pablo Burgos (anteriormente conocido como Club Baloncesto Miraflores) es un equipo español profesional de baloncesto, con sede en Burgos (Castilla y León). Es conocido, por razones de patrocinio, como  Silbö San Pablo Burgos. Compite en la Liga ACB. Su estadio actual es el Coliseum Burgos.

## Historia
Antes de crear el equipo profesional, el Club Baloncesto Miraflores era un equipo de la liga provincial de Burgos. Su equipo profesional fue creado en agosto de 2015 con el objetivo de reemplazar al Club Baloncesto Tizona, que no pudo ascender a la Liga Endesa al final de la temporada 2014-15, como el principal club de la ciudad. El 28 de agosto de 2015, el club fue admitido en LEB Oro.
En su primera temporada en LEB Oro, tras una buena temporada el club quedó finalmente en la tercera posición. Lo que le daba derecho a disputar los playoffs de ascenso, en ellos el club llegó hasta las semifinales donde fue eliminado por el Peñas Huesca con un parcial de una victoria y tres derrotas.
En su segunda temporada, el club se clasificó para la Copa Princesa de Asturias y el 10 de junio de 2017, ascendió a la Liga ACB tras quedar en primera posición y ganar los playoffs de ascenso sin perder ningún partido. Miraflores logró la cuarta promoción para la ciudad de Burgos en cinco años después de los dos del Club Baloncesto Atapuerca en 2013 y 2014 y uno del Club Baloncesto Tizona en 2016; pero ninguno de ellos finalmente podría satisfacer los requisitos para jugar en la Liga Endesa.  
En su primera temporada en ACB, los burgaleses comenzaron pecando de inexperiencia con un (0-7) que les hacía ver muy difícil la salvación. Pero la victoria ante Club Baloncesto Murcia y la llegada del escolta estadounidense John Jenkins, cambió el rumbo de los castellanos.  Finalizando la temporada conseguido un más que meritorio decimocuarto puesto y 13 victorias que nadie les pudo arrebatar tras haber rubricado su salvación a tres jornadas del final de la liga regular.  
En su segunda temporada en ACB, los castellanos sellaron una gran campaña a nivel deportivo en la que supieron reinventarse con el paso de los duelos. Consiguiendo 15 victorias, una holgada salvación y finalizaron las últimas jornadas luchando por puestos de playoff. Poniendo así el punto final a la campaña y finalizando con una sonrisa continental, gracias a la 11° plaza de la tabla que les podría dar a los burgaleses la posibilidad de participar en la Liga de Campeones de Baloncesto.    
En la temporada 2019-2020 mejoran notablemente las anteriores campañas. Durante la inacabada liga regular, a causa de la pandemia de la Covid-19, consiguen la clasificación a la Copa del Rey, pero debido a ser octavos y el anfitrión, Málaga, ser noveno se vieron obligados a ceder su plaza.  Acabaron la temporada regular en un mejorado décimo puesto que los clasifica a unos playoffs inéditos en Valencia. Durante una meritoria primera fase de grupos, logran vencer a Real Madrid, Casademont Zaragoza y Morabanc Andorra, lo que le permite meterse en semifinales de la Liga Endesa por primera vez en su historia, pero en ellas caen derrotados frente al  FC Barcelona. Quedando semifinalistas, su mejor resultado en ACB hasta el momento. En la competición europea el equipo tuvo un estreno brillante. Ya que el equipo comenzó la campaña venciendo la Final 8 de la Basketball Champions League, al AEK Atenas en la final por 85-74. Sumando así su primer título continental en su palmarés.
En la temporada 2020-2021, el club realizó una excelente primera vuelta acabando en quinta posición con 13 victorias y 5 derrotas, debido a ello el equipo consigue clasificarse holgadamente a la Copa del Rey. En la Copa es eliminado en cuartos de final por el Lenovo Tenerife. El 6 de febrero de 2021 el equipo gana la Copa Intercontinental FIBA en su primera participación en la misma. El 9 de mayo de 2021 revalida su título de campeón de la Liga de Campeones de Baloncesto al vencer en la final de la competición al Pinar Karşıyaka de Turquía. El equipo acabó la temporada regular en sexta posición. Lo que le clasificaba a los playoff por el título, donde fue eliminado, por segunda vez en la temporada, por el Lenovo Tenerife.
Tras cinco temporadas en la élite del baloncesto español, el club desciende de categoría tras quedar en última posición de la Liga ACB 2021-22 con un balance de 10 victorias y 24 derrotas.

## Instalaciones deportivas

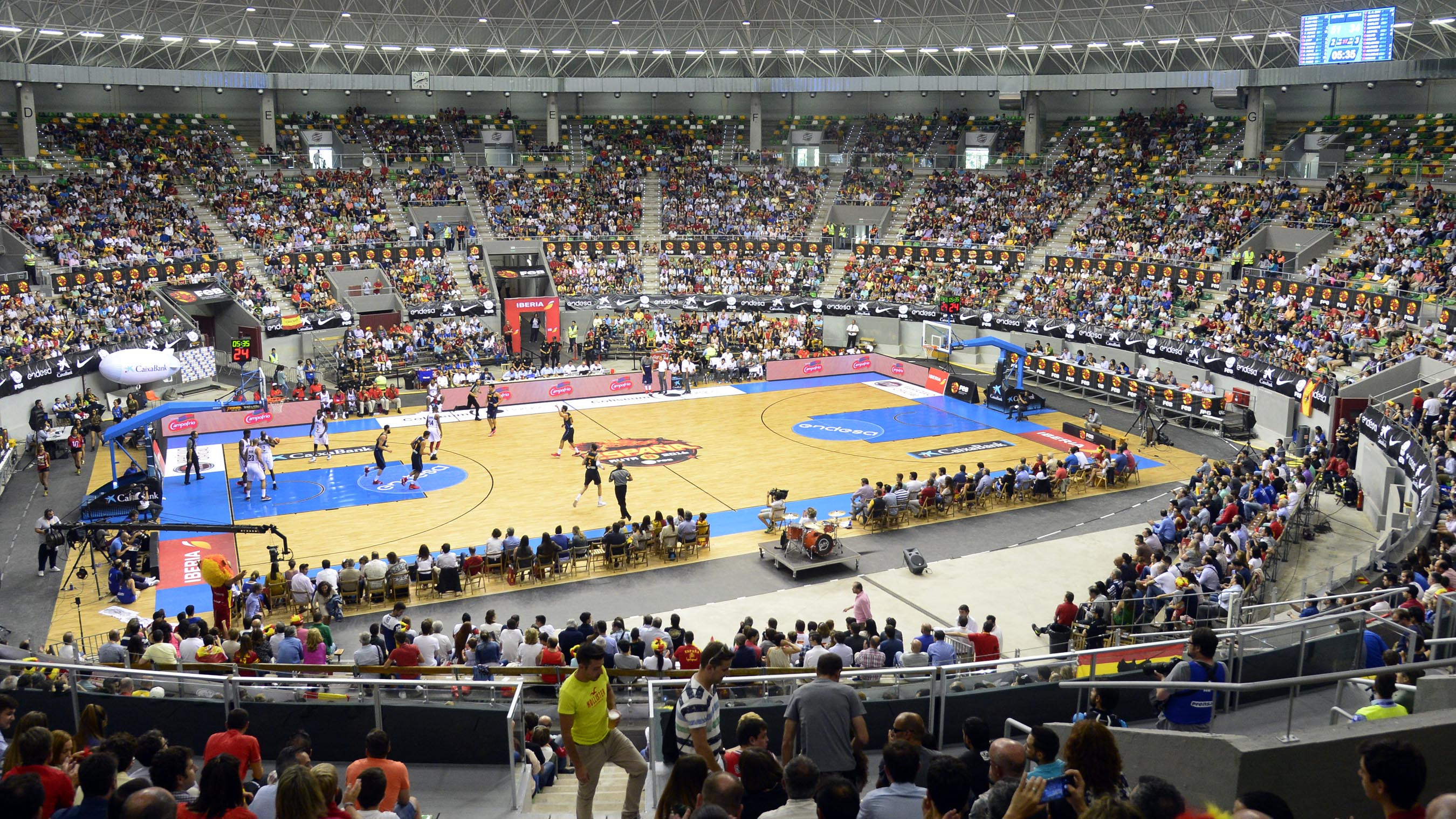
Coliseum Burgos durante un partido

Su principal feudo es el Coliseum Burgos, anteriormente  la plaza de toros que fue remodelada en 2015 para servir de pabellón multiusos. Cuenta con una capacidad para algo menos de 10 000 espectadores (9454 exactamente), siendo uno de los pabellones que más capacidad tiene en el país. Que en un futuro plantea albergar las grandes competiciones nacionales.
El lugar de entrenamiento del conjunto azulón es el Polideportivo Municipal El Plantío, con capacidad para 2500 personas.

## Trayectoria
| Temporada | Categoría               | Nivel                   | Puesto                  | Balance                 | Playoff/Postemporada    | Competiciones europeas  | Competiciones europeas  | Copa          | Copa | Global           | Global |
| --------- | ----------------------- | ----------------------- | ----------------------- | ----------------------- | ----------------------- | ----------------------- | ----------------------- | ------------- | ---- | ---------------- | ------ |
| 1994–2015 | Categorías provinciales | Categorías provinciales | Categorías provinciales | Categorías provinciales | Categorías provinciales | Categorías provinciales | Categorías provinciales |               |      |                  |        |
| 2015–16   | LEB Oro                 | 2                       | 3.º                     | 18–12                   | Semifinales             |                         |                         |               |      |                  |        |
| 2016–17   | LEB Oro                 | 2                       | 3.º                     | 24–10                   | Campeón Ascenso         |                         |                         | Copa Princesa | RU   |                  |        |
| 2017–18   | Liga ACB                | 1                       | 14.º                    | 13–21                   |                         |                         |                         |               |      |                  |        |
| 2018–19   | Liga ACB                | 1                       | 11.º                    | 15–19                   |                         |                         |                         |               |      |                  |        |
| 2019–20   | Liga ACB                | 1                       | 10.º                    | 12–11                   | Semifinales             | Champions League        | C                       |               |      |                  |        |
| 2020–21   | Liga ACB                | 1                       | 6.º                     | 22–14                   | Cuartos de final        | Champions League        | C                       | Copa del Rey  | QF   | Intercontinental | C      |
| 2021–22   | Liga ACB                | 1                       | 18.º                    | 10–24                   | Descenso                | Champions League        | PI                      |               |      | Intercontinental | RU     |
| 2022–23   | LEB Oro                 | 2                       | 7.º                     | 22–12                   | Finalista               |                         |                         |               |      |                  |        |
| 2023–24   | LEB Oro                 | 2                       | 2.º                     | 26–8                    | Semifinales             |                         |                         |               |      |                  |        |
| 2024–25   | Primera FEB             | 2                       | 1.º                     | 32–2                    | Ascenso directo         |                         |                         | Copa España   | C    |                  |        |

## Jugadores destacados
| Posición  | Jugadores              | País               |
| --------- | ---------------------- | ------------------ |
| Escolta   | Vítor Benite           | Brasil             |
| Ala-Pívot | Jasiel Rivero          | Cuba               |
| Escolta   | Thaddeus McFadden      | Georgia            |
| Escolta   | Alex Barrera           | España             |
| Alero     | Xavi Rabaseda          | España             |
| Pívot     | Augusto Lima           | Brasil             |
| Pívot     | Goran Huskic           | Serbia             |
| Ala-Pívot | Ken Horton             | Estados Unidos     |
| Alero     | Miquel Salvó           | España             |
| Base      | Omar Cook              | Montenegro         |
| Base      | Alex Renfroe           | Bosnia-Herzegovina |
| Ala-Pívot | Javi Vega              | España             |
| Ala-Pívot | Earl Clark             | Estados Unidos     |
| Pívot     | Dejan Kravic           | Serbia             |
| Base      | Ferrán Bassas          | España             |
| Ala-Pívot | Pablo Aguilar Bermúdez | España             |
| Pívot     | Jordan Sakho           | Congo              |
| Ala-Pívot | Deon Thompson          | Estados Unidos     |
| Base      | Bruno Fitipaldo        | Uruguay            |
| Pívot     | Oliver Stević          | Serbia             |
| Alero     | J. P. Tokoto           | Estados Unidos     |
| Pívot     | Maksim Salash          | Bielorrusia        |

## Presidentes
Presidentes desde la profesionalización del club en 2015:
| Temporada | Presidente     |
| --------- | -------------- |
| 2015-2016 | Jesús Martínez |
| 2016-2017 | Jesús Martínez |
| 2017-2018 | Félix Sancho   |
| 2018-2019 | Félix Sancho   |
| 2019-2020 | Félix Sancho   |
| 2020-2021 | Félix Sancho   |
| 2021-2022 | Félix Sancho   |
| 2022-2023 | Félix Sancho   |
| 2023-2024 | Félix Sancho   |

## Palmarés
| Competición internacional (3)              | Títulos                              | Subcampeonatos |
| ------------------------------------------ | ------------------------------------ | -------------- |
| Mundial de Clubes / Intercontinental (1/1) | 2021                                 | 2022           |
| Liga de Campeones (2)                      | 2019-20, 2020-21 (Récord Compartido) |                |

| Competición nacional (1)        | Títulos | Subcampeonatos |
| ------------------------------- | ------- | -------------- |
| Copa España (1/0)               | 2024-25 |                |
| Copa Princesa de Asturias (0/1) |         | 2017           |